# XI Giochi dell'Estremo Oriente
I Giochi dell'Estremo Oriente 1938, undicesima edizione della manifestazione, si sarebbero dovuti tenere ad Osaka, Giappone, nel 1938.

## Avvenimenti

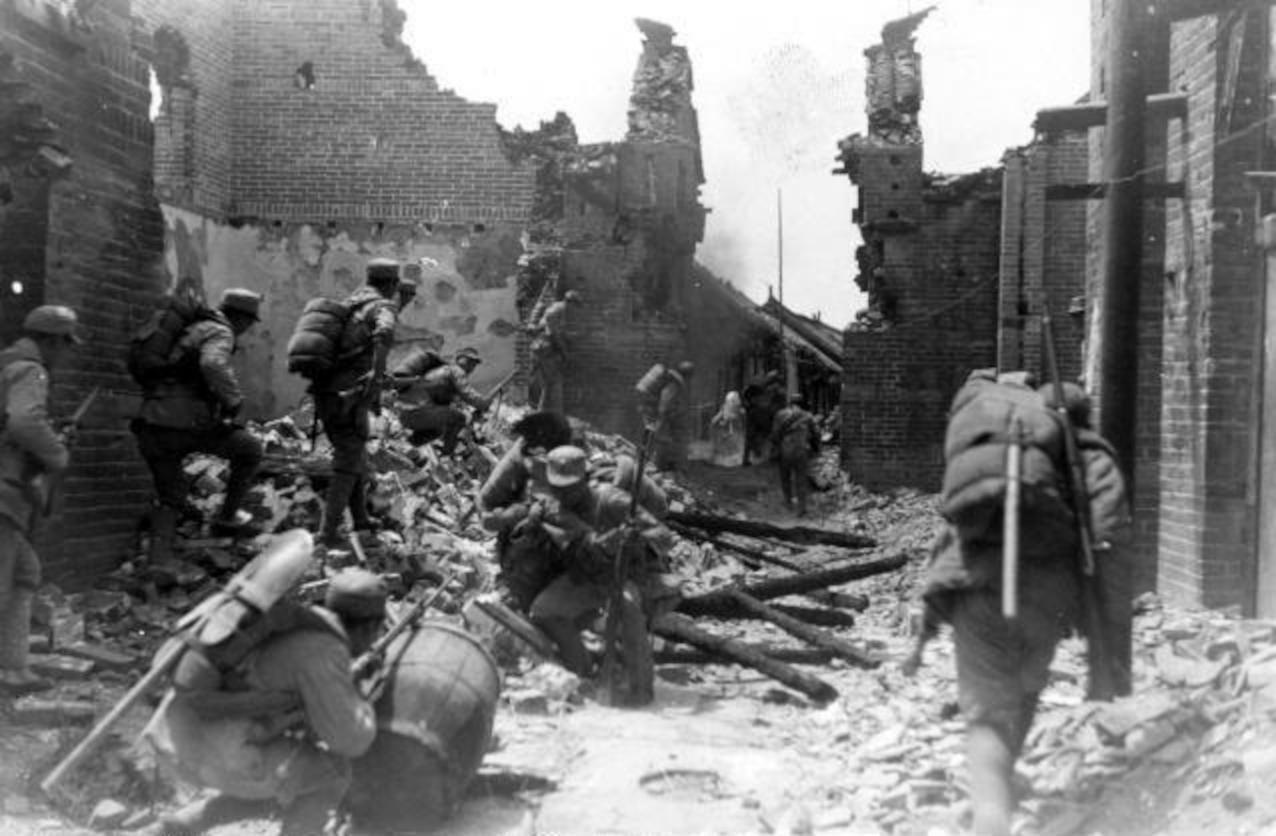
Soldati cinesi in combattimento durante la seconda guerra sino-giapponese

L'undicesima edizione dei Giochi dell'Estremo Oriente si sarebbe dovuta tenere ad Osaka, in Giappone, ma non vennero disputati a causa dello scoppio della seconda guerra sino-giapponese, avvenuto il 7 luglio 1937. Il conflitto che vide affrontarsi due delle principali nazioni aderenti alla Far Eastern Athletic Association, la Cina ed il Giappone, si concluderà solo il 2 settembre 1945 con la capitolazione nipponica nel secondo conflitto mondiale.
I Giochi dell'Estremo Oriente non furono più disputati.